# Mariona Serrahima i Castellà
Mariona Serrahima Castellà (Barcelona, 26 de desembre de 1997) és una jugadora d'hoquei sobre herba catalana.
Membre de la nissaga dels Serrahima, va formar-se al Júnior Futbol Club amb el qual va debutar en competicions estatals la temporada 2016-17. Aquella mateixa temporada va ser la màxima golejadora de la Divisió d'Honor estatal. Amb l'equip cugatenc, va aconseguir cinc Campionats de Catalunya de forma consecutiva (2018-22), tres subcampionats de Lliga i una Copa de la Reina (2021), amb dos gols seus a la final i essent la màxima golejadora de la competició. A nivell europeu acosenguí la medalla de bronze a l'EHL femenina la temporada 2021-22. El juny de 2022 fitxà per l'HGC de la Lliga holandesa. Internacional amb la selecció espanyola d'hoquei sobre herba, en categories inferiors va participar en els Campionats d'Europa sub-18 i del Món-21. Amb l'absoluta va debutar internacionalment el gener de 2017.

## Palmarès

### Hoquei sobre herba
Clubs
- 4 Campionats de Catalunya d'hoquei sobre herba femenina: 2017-18, 2018-19, 2019-20, 2020-21, 2021-22
- 1 Copa espanyola d'hoquei sobre herba femenina: 2020-21

Individual
- Màxima golejadora de la Lliga espanyola d'hoquei sobre herba femenina: 2016-17

### Hoquei sala
Selecció espanyola
- 1 medalla d'or al Campionat d'Europa d'hoquei sala femenina: 2020